# Richard Filangieri
Richard (Riccardo) Filangieri († zwischen 1254 und 1263) war ein Gefolgsmann des römisch-deutschen Kaisers und Königs von Sizilien, Friedrich II. von Hohenstaufen. Als dessen Statthalter übte er zudem zeitweilig die Regentschaft im Königreich Jerusalem aus. Seine Brüder waren Erzbischof Marinus von Bari, Lothar und Heinrich.

## Der Kreuzzug Kaiser Friedrichs II. (1228–1229)
Richard Filangieri amtierte seit 1224 im Amt eines Marschalls am Hof des Kaisers in Sizilien. Anlässlich des Kreuzzugs des Kaisers zog er im April 1228 mit fünfhundert Rittern voraus ins heilige Land. Der Kaiser folgte ihm mit dem Hauptheer im Juni nach, dem sich Filangieri am 21. Juli im zypriotischen Limassol wieder anschloss. Nach der Ankunft in Akkon übernahmen Filangieri, Hermann von Salza und Odo von Montbéliard den formellen Oberbefehl über das Kreuzfahrerheer, da dieses nicht von einem im Kirchenbann stehenden Anführer befehligt werden konnte. Nachdem Jerusalem per Vertrag wieder für die Christenheit gewonnen wurde, kehrte Filangieri im kaiserlichen Gefolge im Juni 1229 wieder nach Brindisi zurück.
Kaiser Friedrich II. ließ bei seiner Abreise aus dem heiligen Land von ihm ernannte Statthalter zurück, die sowohl im Königreich Jerusalem als auch im Königreich Zypern, dessen König unmündig war, in seinem Namen regieren sollten. Für die einheimischen Barone Outremers stellte dies aus mehreren Gründen eine Verletzung ihrer traditionellen feudalen Rechtsordnung dar. Zunächst war der rechtmäßige König von Jerusalem der noch unmündige Konrad, der Sohn der jung verstorbenen Königin Isabella II. und des Kaisers. Der wiederum sah seine Herrschaft in Outremer in der Vormundschaft über seinen Sohn legitimiert, was aber bei den Baronen ein nicht unumstrittenes Argument war. Denn der Kaiser stand während seines Kreuzzuges in kirchlicher Exkommunikation und ließ sich zudem 1229 in Jerusalem von seinen Anhängern krönen. Dieser Vorgang ließ auf eine Herrschaft in eigenem Namen hindeuten, unter Nichtberücksichtigung der Rechte König Konrads. Diese Krönung wurde aufgrund ihrer Umstände weder von den Baronen, dem lateinischen Patriarchat, noch von der päpstlichen Kurie in Rom als eine Legitimierung irgendwelcher Herrschaftsrechte anerkannt.
Diese Divergenzen in seinem Verhältnis zu den herrschenden Kreisen des christlichen Outremer bleiben von Kaiser Friedrich II. unbeachtet, wie er überhaupt die Autorität der Barone in ihrem Ratsgremium, dem Haute Cour, ignorierte. Folglich brachen die aufgebauten Gegensätzlichkeiten nach der Abreise des Kaisers hervor. Die baroniale Partei unter der Führung des einflussreichen Johann (der Alte) von Ibelin, welcher sowohl auf Zypern als auch auf dem Festland über ausgedehnte Besitzungen verfügte, erhob sich augenblicklich gegen das kaiserliche Regiment. Noch zum Ende des Jahres 1229 wurde der kaiserliche Regentschaftsrat von Zypern vertrieben und die Regentschaft für den unmündigen König Heinrich I. auf Johann von Ibelin übertragen.

## Statthalter von Jerusalem
- siehe Hauptartikel: Lombardenkrieg

Im Sommer 1231 wurde Filangieri vom Kaiser zu dessen Bailli für Jerusalem ernannt, um dort die Verhältnisse in Ordnung zu bringen. Ausgerüstet mit einer Flotte, begleitet von seinen Brüdern Lothar und Heinrich, segelte er zuerst Zypern an, wo ihm aber aufgrund der von Johann von Ibelin organisierten Inselverteidigung die Anlandung misslang. Darauf wandte er sich gegen das Festland, wo ihm zunächst der Einzug in Tyrus gewährt wurde. Danach nahm er umgehend die Belagerung von Beirut auf, welches zu den Besitzungen Johanns von Ibelin gehörte. Den Einwurf der Haute Cour, wonach die Entziehung eines Lehens nur mit seiner Zustimmung erfolgen dürfe, ignorierte er dabei, womit er sich nun auch die Mehrheit der Barone des Festlandes zu Feinden machte, darunter auch die zuvor kaiserlich gesinnten Odo von Montbeliard und Balian von Sidon. Letztlich konnte Filangieri sein Regiment nur auf die Deutschritter und Johanniter mit Tyrus als Hauptstützpunkt stützen, während er die Barone, die Tempelritter, das lateinische Patriarchat und die Kommune von Akkon zu Feinden hatte. 
Zunächst konnte Filangieri am 2. Mai 1232 bei der Casal Imbert einen Sieg über die Barone unter Johann von Ibelin erringen, allerdings scheiterte er am 15. Juni erneut mit einer Invasion auf Zypern, als er von Johann von Ibelin in der Schlacht bei Agridi geschlagen wurde. Bis in den April 1233 konnte er in Kyrenia einer Belagerung standhalten, floh dann beim Fall der Burg nach Tyrus. Zypern war für die kaiserliche Sache endgültig verloren. Auch auf dem Festland kam der Kampf weitgehend zum Erliegen, Filangieris Machtbereich beschränkte sich faktisch auf Tyrus und auf Jerusalem, während nahezu alle anderen christliche Territorien der baronialen Opposition mit Sitz in Akkon angehörten. Vermittlungsbemühungen des Papstes und des Hochmeisters Hermann von Salza waren vergeblich, da beide Seiten zu keinem Kompromiss bereit waren. Zwar starb 1236 der alte Johann von Ibelin, doch dessen Söhne nahmen seine Führungsposition unter den Baronen gleichwertig ein. 1239 lief der von Kaiser Friedrich II. mit den Ayyubiden ausgehandelte Waffenstillstand aus, was aber zunächst keine Folgen hatte, da sich die Söhne Sultan al-Kamils untereinander bekämpften. Im September 1239 erreichte der Kreuzzug des Königs Theobald von Navarra (Kreuzzug der Barone) das heilige Land, auf den Filangieri allerdings keinerlei Einfluss ausüben konnte, da sich Theobald an die Barone in Akkon wandte.
Nachdem der Kreuzzug beendet war, bahnte sich 1241 die Entscheidung um die Herrschaft an, als die Templer im Verbund mit der Kommune die Johanniter in ihrem Stadtkastell in Akkon belagerten. Filangieri sah die Gelegenheit, bei einem Entsatz für die Johanniter gleichzeitig die Einnahme von Akkon bewerkstelligen zu können, scheiterte damit aber an der starken Stadtverteidigung. Kurz nach dieser Niederlage wurde Filangieri vom Kaiser nach Italien zurückbefohlen, er ließ allerdings seinen Bruder Lothar als Kommandant von Tyrus zurück. Bei seiner Abreise erlitt er allerdings bei starkem Wellengang Schiffbruch an der Küste Palästinas und geriet in die Gefangenschaft der Barone. Im Frühjahr 1242 ernannte der Kaiser Thomas von Aquino zu seinem neuen Statthalter in Outremer, während Filangieri in Ketten an dessen Hof zurückgesandt wurde. 
Kurz darauf erreichte der junge König Konrad das Mündigkeitsalter. Auf einem Konzil des Haute Cour in Akkon am 5. Juni 1243 erklärten die Barone deshalb jede vom Kaiser ernannte Regentschaft für illegitim. Und da sie Konrad nicht den Lehnseid ablegen konnten, weil dieser nicht persönlich in seinem Königreich erschien, sollte die zukünftige Regentschaft aus den Reihen des Haute Cour bestimmt werden. Der einigte sich auf die zypriotische Königswitwe Alice von Champagne als neue Regentin, die selber eine Tochter der Königin Isabella I. und die nächste Anverwandte des Königs Konrad war. Anschließend nahmen die Ibelins die Belagerung von Tyrus auf, das Lothar Filangieri im Juli 1243 aufgeben musste. Thomas von Aquino reiste unverrichteter Dinge nach Italien ab.
Damit endete faktisch die Herrschaft der Staufer im Königreich Jerusalem, wenngleich Konrad und nach ihm dessen Sohn Konradin weiter die nominellen Könige des Landes blieben. Die Regierung wurde nun von den Baronen des Landes in deren Namen wahrgenommen, bis der letzte Staufer 1268 starb.

## Bestrafung, Exil und Seitenwechsel
Für sein Versagen fielen Filangieri und sein familiärer Anhang bei Kaiser Friedrich II. in Ungnade. Die nächsten Jahre verbrachte er in einem Kerker, bis er nach einem Bittgesuch des Grafen Raimund VII. von Toulouse im September 1242 frei gelassen wurde. Auf kaiserlichen Befehl musste Filangieri mit seinem Bruder Lothar den Grafen 1244 nach Toulouse folgen, wo sie die nächsten Jahre im Exil lebten. 1249 war er einer der schriftlichen Zeugen des Testaments von Graf Raimund. 
Erst nach dem Tod des Kaisers konnte Filangieri 1251 nach Unteritalien zurückkehren. Er stellte sich nun an die Spitze der antistaufischen Partei (Guelfen) von Neapel, wo er von November 1251 bis Oktober 1252 als Podestà amtierte. Nachdem die Stadt im November 1252 unter die Kontrolle König Konrads gefallen war, musste er erneut das Königreich verlassen. Dieses Mal begab er sich in die Dienste des Papstes und verbündete sich mit anderen den Staufern abtrünnig gewordenen Baronen Siziliens. 
Sein weiteres Schicksal ist unklar, aber bis spätestens 1263 war Filangieri gestorben.